# Leptogenys mjobergi
Leptogenys mjobergi är en myrart som beskrevs av Auguste-Henri Forel 1915. Leptogenys mjobergi ingår i släktet Leptogenys och familjen myror. Inga underarter finns listade i Catalogue of Life.